# Maria Loreto (Starý Hrozňatov)

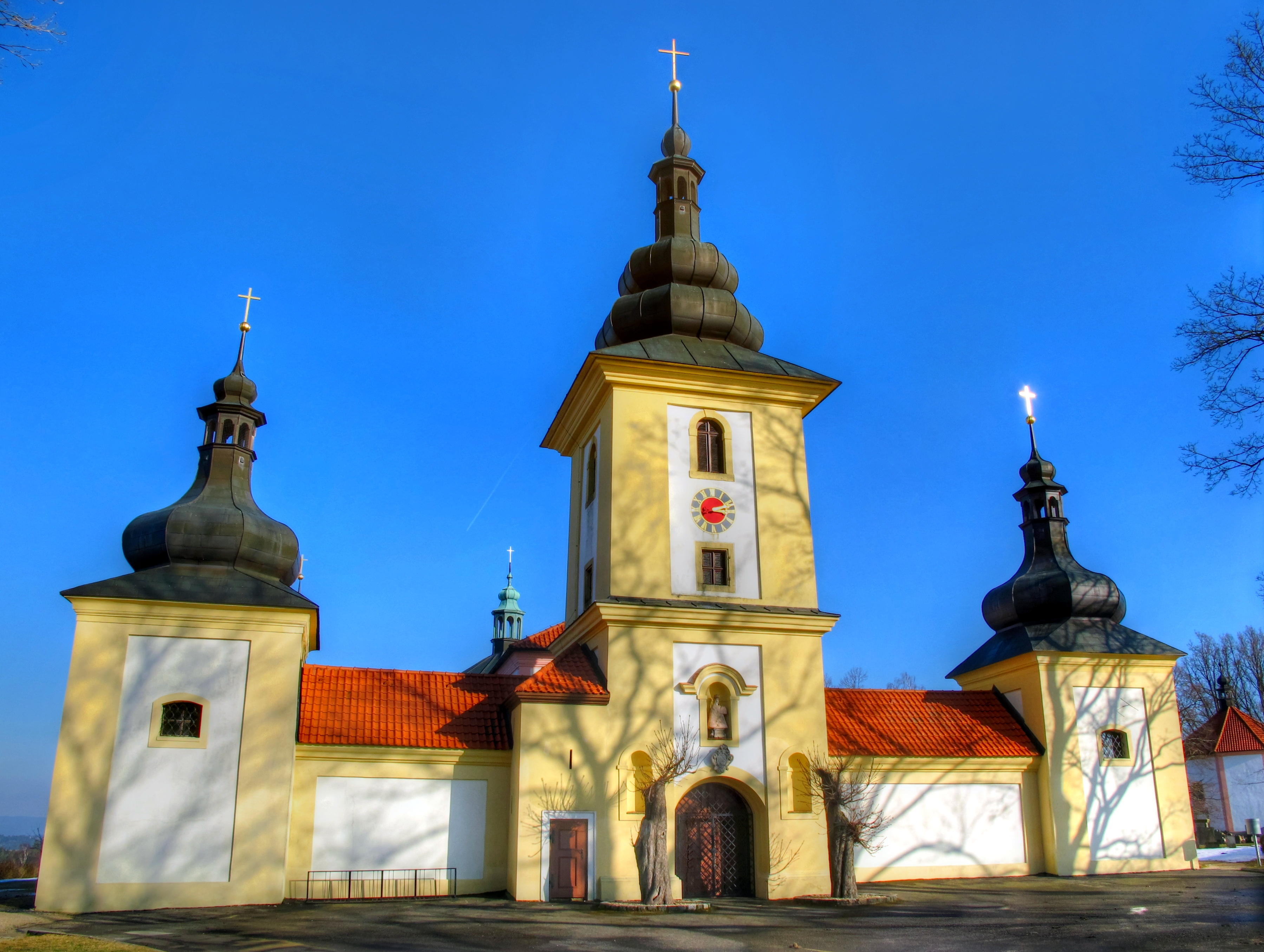
Maria Loreto nach umfangreichen Renovierungen 2012

Maria Loreto in Starý Hrozňatov (deutsch Altkinsberg) im Okres Cheb der Karlovarský kraj im westlichen Tschechien, nahe der Stadt Cheb, ist ein katholischer Wallfahrtsort und eine Gnadenstätte. Seit 1664, der Grundsteinlegung für die Gnadenstätte Maria Loreto und den neunundzwanzig Stationen umfassenden Kreuzweg, war Altkinsberg ein vielbesuchter Wallfahrtsort der Egerländer und auch der Bevölkerung des benachbarten Stiftlandes und des Sechsämterlandes in Bayern.

## Geschichte
Markgraf Georg Albrecht von Brandenburg-Kulmbach heiratete 1699 die Bürgerliche Regine Magdalene Lutz in morganatischer Ehe. Die Ehe wurde gegen den Willen der markgräflichen Verwandten in Maria Loreto am 27. April 1699 außerhalb des Einflussbereiches des Markgraftums geschlossen.
1949 nach der Machtübernahme durch die Kommunistische Partei in der Tschechoslowakei und mit Beginn des Kalten Krieges begann der Verfall und die teilweise Zerstörung von Maria Loreto. Als 1989 nach dem Zusammenbruch des kommunistischen Regimes die Grenzen geöffnet wurden, pilgerten wieder die ersten Katholiken zu den Ruinen der Wallfahrtsstätte.

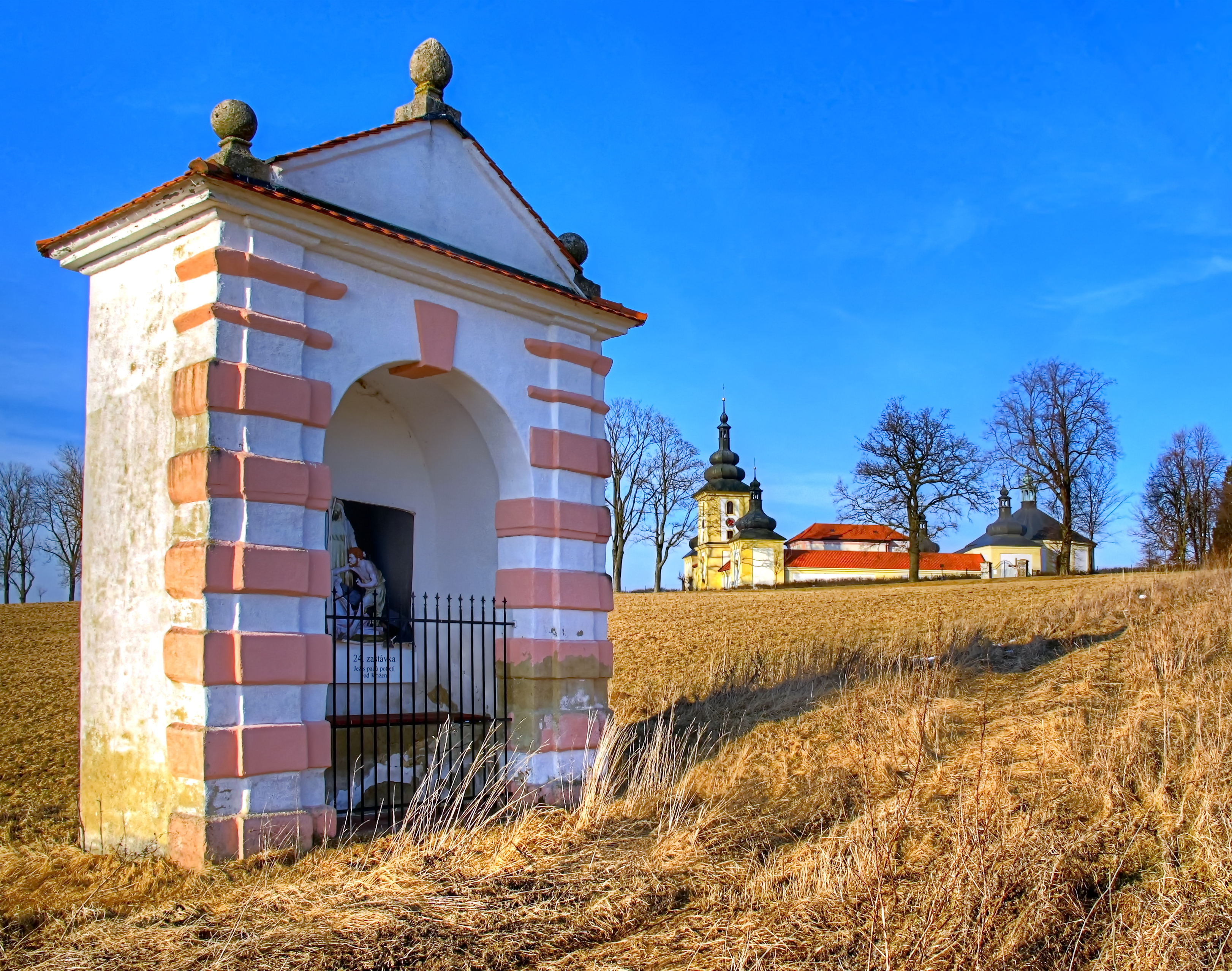
24. Station des Kreuzwegs

1992 wurde in der benachbarten bayerischen Grenzstadt Waldsassen unter Führung des ehemaligen Kinsberger Bewohners und Fabrikanten Anton Hart ein Förderverein gegründet. Dieser sorgte in den folgenden Jahren in Zusammenarbeit mit den tschechischen Behörden für einen Neuaufbau der verfallenen Gebäude und eine Renovierung der restlichen Teile der Wallfahrtsstätte. Auch der dazugehörende Friedhof wurde neu gestaltet. Die Stationshäuschen des zur Wallfahrtsstätte führenden Kreuzwegs wurden ebenfalls renoviert. Die Motive hinter Eisengittern sind auf einer Fototapete abgebildet. Der streckenweise steile Weg zwischen den Kreuzwegstationen ist ein grasbewachsener Feldrain, der nur bei trockener Beschaffenheit ohne Rutschgefahr begangen werden kann. Die Fototapeten in den Stationshäuschen beginnen sich aufzurollen und abzulösen.
Der Wallfahrtsort ist Ziel des modernen Pilgerweges Via Porta. Die deutsch-tschechische Grenze kann bei Bad Neualbenreuth als Fußgänger überquert werden.
Die Bilder zeigen Maria Loreto nach der Grenzöffnung um 1990 sowie während der Renovierungsarbeiten nach 1992:

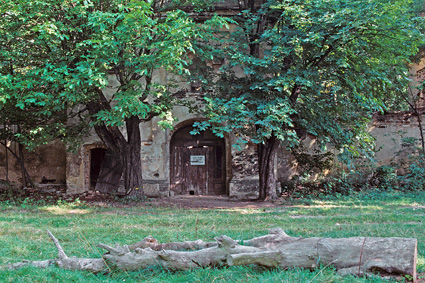
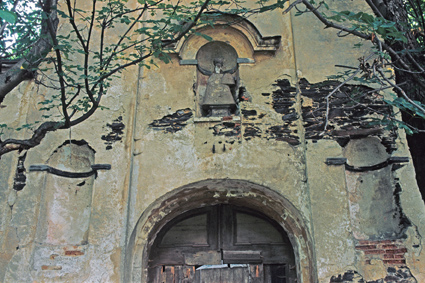
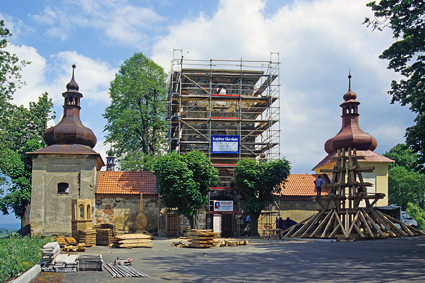
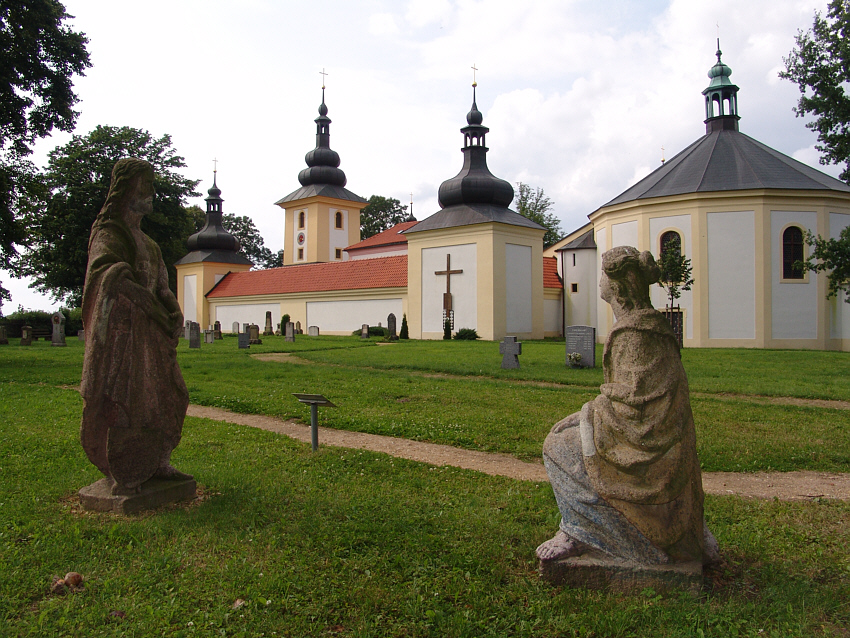
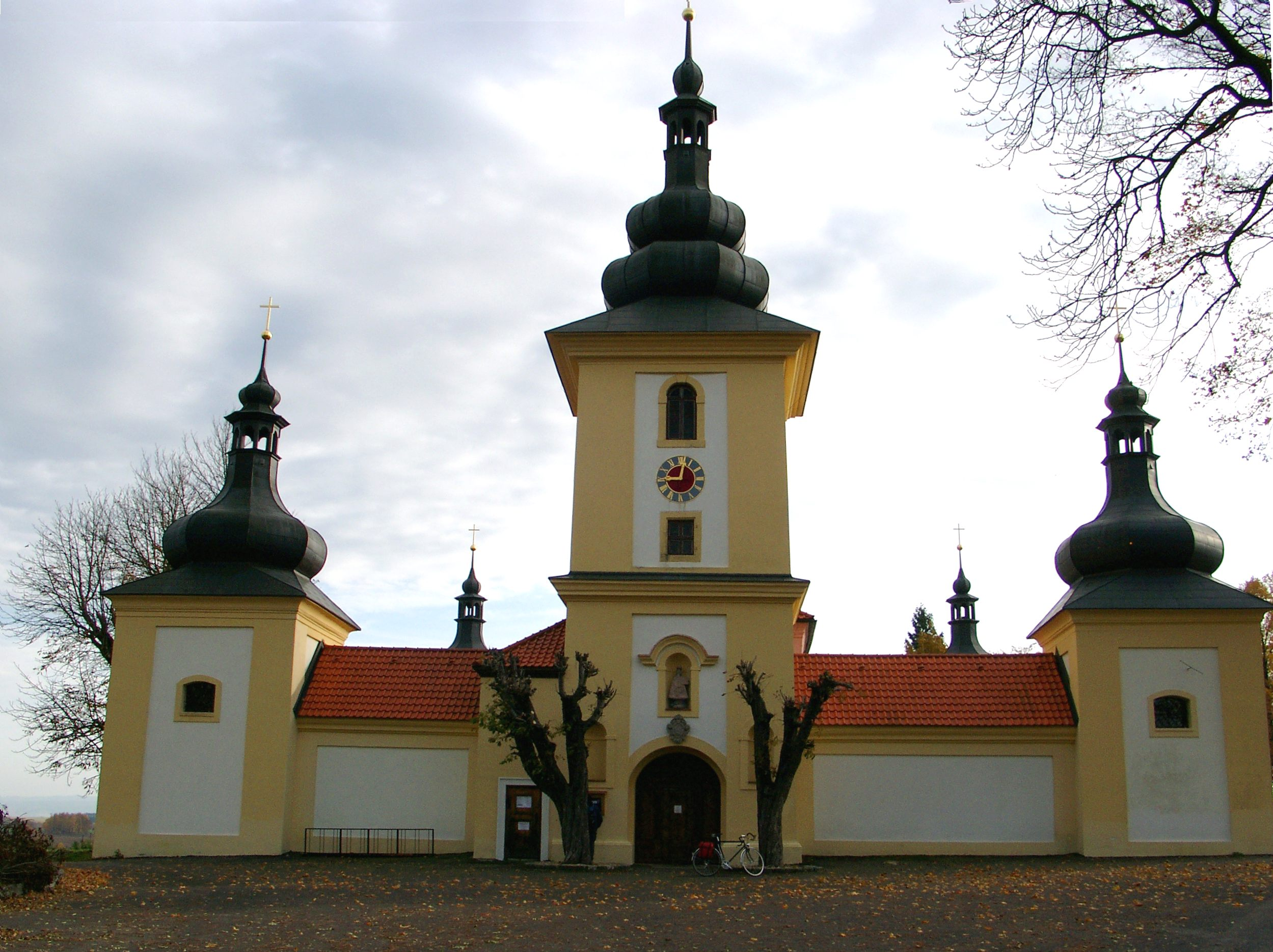

## Wiederaufbau
Der Wiederaufbau der Wallfahrtsanlage Maria Loreto in Altkinsberg erfolgte in zwei Phasen. Der Niedergang, Verfall und Schändung durch das kommunistisch-atheistische Regime, bedingt durch Soldaten oder andere Vandalen, nahm von 1946 bis 1990 seinen Lauf. Maria Loreto lag im Sperrgebiet des Grenzlandgürtels. Die erste Phase mit Aufräumarbeiten und dem Wiederaufbau lag in den Jahren 1992–1996. Die zweite Phase des Wiederaufbaus fällt in die Jahre 1996–2002.

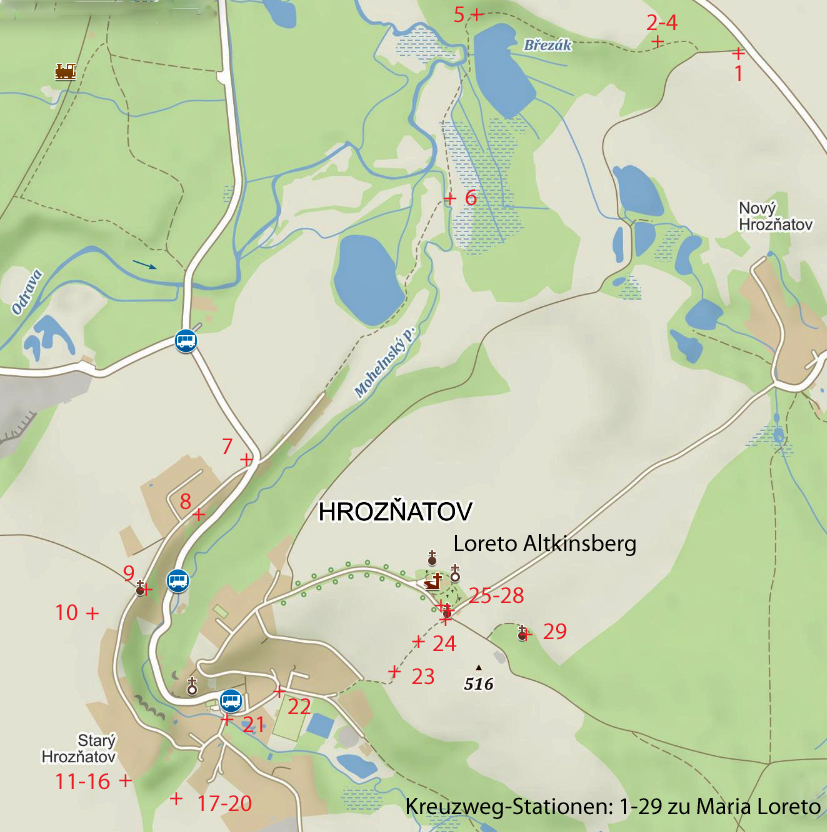
Karte des ursprünglichen Großen Kreuzwegs nach Maria Loreto

Am 11. Februar 1992 war die Gründung des Fördervereins zur Erhaltung und Förderung der Wallfahrtsstätte Maria Loreto in Altkinsberg, Egerland e.V. durch die Initiative von Ing. Anton Hart in Waldsassen
Der Beginn der Aufräumarbeiten erfolgte am 13. Juli 1992 durch die Firma HART Keramik
1992 wurden Aufbau, Sanierung und Innenausstattung der Muttergotteskapelle und der Kreuzgänge sowie die Dachziegeleindeckung wieder hergestellt.
1993 war der erste deutsch-tschechische Gottesdienst in der Ruine mit Bischof Radkovský
1994 erfolgte die Einweihung der Muttergotteskapelle, Hebefest für den Glockenturm und Glockenguss; Einweihung durch Bischof Radkovský
In den Jahren 1994–1995 wurde die Kupferblecheindeckung der Eckkapellen vorgenommen.
1996 war die Einweihung der Wallfahrtskirche zum Heiligen Geist durch Bischof Radkovský
1997 erfolgte die Wiedererrichtung der 29. Station (Heiliges Grab) und im Jahr darauf der 28. Station (Jesus wird vom Kreuz abgenommen) des Großen Kreuzweges.
1999 war der Neuaufbau der 27. Station des Großen Kreuzweges  (Kreuzkapelle – Altar: Jesus stirbt am Kreuz), der 23. Station (Frauen von Jerusalem weinen über Jesus), 24. Station (Jesus fällt zum drittenmal unter dem Kreuz), 25. Station (Jesus wird seiner Kleider beraubt), 26. Station (Jesus wird ans Kreuz genagelt) und des Altares der nordwestlichen Eckkapelle (Mariä Verkündigung)
2000 folgte die Errichtung des Altars der nordöstlichen Eckkapelle (Flucht nach Ägypten), der Altars der südöstlichen Eckkapelle (Mariä Himmelfahrt) und das Anlegen des Friedhofes
2001 begann das Anlegen des Meditationsparkes
Im Jahre 2002 war die Errichtung des Altars der südwestlichen Eckkapelle (Geburt Christi); Schaffung der Marienbilder (sog. "Stillstände") für den Kreuzgang.
Der ursprüngliche Kreuzweg verlief über insgesamt 29 Stationen von Neukinsberg (Nový Hrozňatov) durch das Wondrebtal nach Altkinsberg (Starý Hrozňatov). Davon sind die Stationen 1 bis 4 sowie 7 und 10 bis 22 zerstört.